# تاریخ‌گذاری آرگون–آرگون
تاریخ‌گذاری آرگون-آرگون (انگلیسی: Argon–argon dating) یا تاریخ‌گذاری 40Ar/39Ar یک روش زمان‌سنجی رادیومتری است که برای بالا بردن دقت روش تاریخ‌گذاری پتاسیم-آرگون (K/Ar) ابداع شد. در روش قدیمی‌تر،  می‌بایست نمونه‌ها را برای اندازه‌گیری‌های جداگانهٔ پتاسیم و آرگون دو بخش می‌کردند، در حالی که در این روش تازه تنها یک تکه سنگ یا دانه معدنی نیاز است و تنها از یک اندازه‌گیری ایزوتوپ‌های آرگون بهره می‌گیرد.